# 광혜원도서관
광혜원도서관(廣惠院圖書館)은 대한민국 충청북도 진천군 광혜원면 광혜원리에 있는 도서관이다.

## 연혁
- 2008년 10월 진천군립도서관 기본 및 실시 설계 수립
- 2010년 3월 광혜원도서관 기본 및 실시 설계 완료
- 2010년 4월 광혜원도서관 건립공사 착공
- 2011년 8월 진천군립도서관 설치 및 운영 조례 제정
- 2011년 9월 진천군립도서관 설치 및 운영 조례 시행규칙 제정
- 2012년 1월 광혜원도서관 임시개관
- 2012년 6월 4일 광혜원도서관 개관식

## 시설현황
- 2층: 종합자료실, 멀티미디어실, 학습실
- 1층: 어린이자료실, 사무실, 휴게실, 문화교실2
- 지하1층: 문화교실1, 보존서고, 다목적실

## 이용 안내
이용 시간
- 종합자료실: 평일 09:00~22:00 / 토·일요일 09:00~18:00
- 어린이자료실: 매일 09:00~18:00
- 멀티미디어실: 평일 09:00~22:00 / 토·일요일 09:00~18:00
- 학습실: 평일 09:00~22:00 / 토·일요일 09:00~18:00
- 다목적실, 문화교실1·2: 수업시 개방

휴관일
- 매주 월요일
- 토·일요일을 제외한 공휴일